# Orthodoxie, Autokratie, Nationalität
Orthodoxie, Autokratie und Nationalität (russisch правосла́вие, самодержа́вие, наро́дность pravoslawie, samoderschawie, narodnost) war die herrschende ideologische Doktrin in der Regierungszeit des russischen Kaisers Nikolaus I. Diese auch Offizielle Nationalität genannte Ideologie wurde 1833 von Sergei Semjonowitsch Uwarow entworfen, um den subversiven Einfluss liberaler und demokratischer Ideen aus dem westlichen Europa abzuwehren. Sie stützte sich auf den alten Mythos, dass sich Russen von den Europäern durch ihre intensive Hingabe an die orthodoxe Kirche und den Zaren unterschieden, und folgte der nationalromantischen Idee, dass der Charakter einer Nation im einfachen Volk zu finden ist, wo er geschützt vor fremden Einflüssen über Jahrhunderte bewahrt worden sei.
Die Doktrin ordnet sich in den reaktionären Trend nach dem Wiener Kongress ein, als in ganz Europa die von Napoleon gestürzte politische Ordnung des Ancien Régime wiederhergestellt und verteidigt wurde (Metternichsches System).
Die Doktrin der offiziellen Nationalität wurde vom Kaiser und seinem Establishment schnell angenommen, von Historikern und Schriftstellern lautstark unterstützt erlangte sie breite öffentliche Anerkennung.
Als Russlands erste landesweite politische Ideologie seit dem 16. Jahrhundert markiert die offizielle Nationalität eine grundlegende Wende im Verhältnis Russlands zu Europa, mit ihr setzt eine Russifizierung und die Entwicklung eines zunächst kulturell geprägten russischen Nationalismus ein.

## Inhalt und Bedeutung

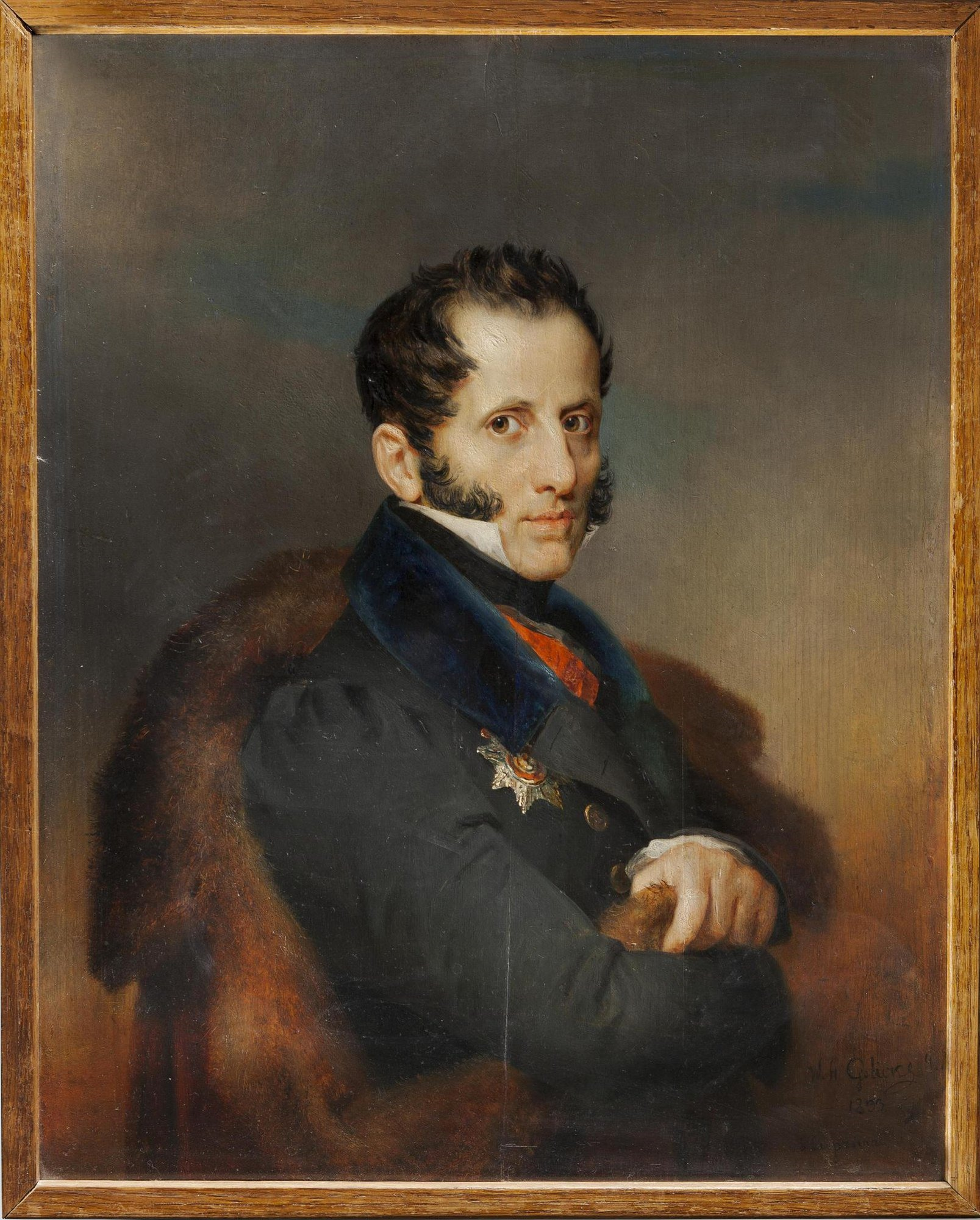
Porträt des Grafen Sergei Uwarow (1833) von Wilhelm August Golicke

Die Doktrin geht auf Sergei Semjonowitsch Uwarow zurück und wird daher auch als Uwarowsche Triade bezeichnet. Sergei Uwarow, seit 1810 Kurator des St. Petersburger Bildungsbezirks, ab 1818 Präsident der Russischen Akademie der Wissenschaften und seit 1833 Bildungsminister, war ein hoch gebildeter Literaturwissenschaftler und Schriftsteller. Am Beginn seiner politischen Laufbahn nahm er an, Russland werde sich nach dem Vorbild der westeuropäischen Nationen entwickeln – allerdings auf einem eigenen Weg ohne Revolutionen – und das Bildungssystem werde dafür die Voraussetzungen schaffen. Unter Nikolaus I. passte er sich jedoch an das repressive Regime an und glaubte, dass das Reich eine eigene, autochthone Ideologie brauchte, um dem gefährlichen Einfluss westlicher Ideen entgegenzuwirken. Uwarows Bildungsprogramm war eine Art umgekehrte Aufklärung: Die Erziehung sollte keine selbständig urteilsfähigen Individuen schaffen, sondern ein kollektives Verständnis dafür, dass die Beherrschten vom Herrscher zu beurteilen sind.
In einem Bericht, den Uwarow 1832 noch als Stellvertreter des Bildungsministers verfasste, nennt er diese Triade zum ersten Mal:

„Ich versichere, dass in einem allgemeinen Sinn der Geist und die geistige Verfassung der jungen Leute nur auf eine durchdachte Richtung warten, um eine große Anzahl von ihnen zu nützlichen und beherzten Werkzeugen der Regierung zu machen, dass dieser Geist bereit ist, den Eindruck einer treuen Untertanenliebe zur bestehenden Ordnung in sich aufzunehmen; ich behaupte aber nicht unbedingt, dass es leicht wäre, sie in jenem gewünschten Gleichgewicht zu halten zwischen den Begriffen, die für unreife Geister verführerisch sind und von denen Europa unglücklicherweise beherrscht wird, und jenen festen Grundsätzen, auf die sich nicht nur das gegenwärtige, sondern auch das zukünftige Wohlergehen des Vaterlandes stützt; […] indem wir den Verstand der Jugend allmählich beherrschen, diese fast unmerklich an den Punkt zu führen, wo sich zur Lösung einer der wichtigsten Aufgaben unserer Zeit eine richtige, gründliche, in unserem Jahrhundert unumgängliche Bildung mit einer tiefen Überzeugung und einem warmen Glauben an die wahrhaftig russischen schützenden Grundsätze von Rechtgläubigkeit [Православие], Selbstherrschaft [Самодержавие] und Volksbezogenheit [Народность] vereinigen muss, die unsern letzten Rettungsanker und das treueste Unterpfand der Stärke und Größe unseres Vaterlandes darstellen.“

Dies ist das früheste offizielle Dokument, in dem der Begriff „narodnost“ verwendet wird.
Als Uwarow 1833 dem Kaiser das Programm für sein Ministerium vorlegte, schrieb er:

„Wenn man sich in die Betrachtung des Themas vertieft und nach den Prinzipien sucht, die das Eigentum Russlands ausmachen (und jedes Land, jede Nation hat ein solches Palladium), ist es klar, dass es drei Hauptprinzipien gibt, ohne die Russland nicht gedeihen, erstarken und leben kann:
1. Orthodoxer Glaube
2. Autokratie
3. Volkstum.“

Uwarow hat seine dreigliedrige Formel bewusst der Losung des revolutionären Frankreich – Freiheit, Gleichheit, Brüderlichkeit – entgegengesetzt.
Die Bezeichnung „offizielle Nationalität“ oder „offizieller Patriotismus“ geht auf den Historiker Alexander Nikolajewitsch Pypin zurück, der diese Lehre 1873 als offiziell proklamiertes Volkstum (russisch официально заявленная народность ofizialno sajawlennaja narodnost) bezeichnete, das den Boden bildete, auf dem sich das geistige Leben bewegen durfte, den Ideenkreis, der für Literatur und Wissenschaft verbindlich gemacht wurde.

### Orthodoxie
Im zweiten Drittel des 16. Jahrhunderts, als das Moskauer Großfürstentum zum einzigen orthodoxen Reich geworden war, bildete sich im kollektiven Bewusstsein die Überzeugung heraus, dass die russisch-orthodoxe Kirche zur einzigen Bewahrerin des unverfälschten christlichen Glaubens berufen sei. Innerhalb der Kirche fand dieser Glaube seit dem 16. Jahrhundert seinen Ausdruck in der messianisch-nationalreligiösen Formel von Moskau als drittem und letztem Rom.
Peter der Große hatte die Kirche entmachtet, indem er 1721 an die Stelle des Patriarchen den Allerheiligsten Dirigierenden Synod als oberstes Kirchenorgan einsetzte und ihn weltlicher Kontrolle unterstellte. Seine Nachfolger behielten diese Regelung bei.
Indem Uwarow die Orthodoxie an erster Stelle nennt, möchte er die ethische, kulturelle und spirituelle Bedeutung der russisch-orthodoxen Kirche wieder stärken, ihre Rolle als einigendes Band des Landes, als Bewahrerin der Tradition, die das Volk zur treuen Unterordnung unter die autokratische Herrschaft anhält. Widerstand gegen Veränderungen gehörte seit jeher zu ihrer Tradition, sei es gegen die Nikonsche Reform der liturgischen Bücher oder gegen alle Formen von Verwestlichung. Wiederholt wurde im 16. bis 18. Jahrhundert die Befürchtung geäußert, das russische Volk könnte von den Nichtorthodoxen, seien es Katholiken, Lutheraner oder Muslime, angesteckt und verdorben werden. In der Uwarowschen Triade nimmt die Orthodoxie die Position ein, die in der revolutionären Losung Frankreichs die Freiheit innehat.
Der russische Historiker Andrei Borissowitsch Subow meint, dass Uwarow die Orthodoxie als Universalerben aller bisherigen Kultur betrachtete: Er sah in der Orthodoxie jenes kulturelle Fundament, jenes Erbe der griechischen Antike, das dem lateinischen Westen vorenthalten blieb. […] die Verarbeitung der indischen Tradition durch die heidnische griechische Antike und schließlich die Blüte aller bisherigen Kultur und ihre moralische und religiöse Vollendung in der griechischen Version des Christentums – in der Orthodoxie.

### Autokratie
Die Autokratie ist das Herrschaftssystem Russlands seit dem 16. Jahrhundert.
Das Konzept der zarischen Autokratie, die Auffassung vom gottgekrönten unbeschränkten Herrscher und seiner Dynastie, wird [im 16. Jahrhundert] zum Eckpfeiler der Moskauer politischen Ideologie. Im politisch orientierten Nationalbewusstsein […] wird das Konzept der Autokratie verknüpft mit den schon seit der Kiewer Zeit bekannten Komponenten der Orthodoxie und des russischen Landes, wobei dieses Leitbild nun zu einem neuen Reichsgedanken erweitert wird.
In Frage gestellt wurde die Autokratie erst durch politische Ideen wie Liberalismus und Demokratie, Volkssouveränität, Parlamentarismus und Konstitutionelle Monarchie, die seit der Französischen Revolution in Europa Verbreitung fanden und auch in Russland im Adel und in der Intelligenzija diskutiert wurden. Seit die Dekabristen am 26. Dezember 1825 dem Kaiser den Eid verweigert und die Errichtung einer konstitutionellen Monarchie gefordert hatten, war die Regierung Nikolaus’ I. von ständiger Angst vor einer Revolution geprägt.
Für Uwarow bedeutete Autokratie bedingungslose Loyalität gegenüber dem Haus Romanow und Ablehnung aller politischen Ideen, die eine Beschränkung oder Gefährdung der absoluten Herrschaft darstellen könnten. Damit knüpfte er nahtlos an den Begründer des russischen Konservatismus, Nikolai Michailowitsch Karamsin, an, der 1811 Kaiser Alexander I. mit der Denkschrift Aufzeichnung über das Alte und Neue Russland erinnerte: „Autokratie ist das Palladium Russlands; seine Unversehrtheit ist für sein Glück unerlässlich“ (russisch Самодержавие есть палладиум России; целость его необходима для её счастья). Russland dürfe nicht fremdem Modellen und Vorbildern folgen, sondern allein seinen eigenen Regeln und Traditionen. Die Behörden müssten „mehr schützende Weisheit als schöpferische Weisheit“ haben.
Dass Uwarow die Autokratie als Gegenposition zur französischen Égalité wählte, sei Ausdruck seiner Überzeugung, dass eine Republik extreme Ungleichheit und Revolutionen hervorbringe und dass nur die monarchische Autokratie die Gleichheit aller Untertanen gewährleisten könne.

### Narodnost: Nationalität oder Volkstum
Die dritte Komponente stellt eine originelle, aber mysteriöse Erfindung Uwarows dar, es gab keine klare Definition für dieses Konzept, das bei den Gebildeten damals in Mode war.
Narodnost geht auf russisch наро́д (narod), das Volk, zurück, und wird als Volkstum, Volkstümlichkeit, Volksbezogenheit oder Nationalität übersetzt. Narodnost wurde erstmals 1819 von Pjotr Andrejewitsch Wjasemski als russisches Äquivalent zum französischen Wort „nationalité“ verwendet. Aber während der französische Begriff „Nationalität“ potenziell alle Bürger Frankreichs umfasste, setzte das russische Wort „Narodnost“ bis zur Mitte des 19. Jahrhunderts den Akzent auf „einfaches Volk“, ähnlich wie das deutsche „Volkstum“. Die slawophile Interpretation schloss aus Narodnost nicht nur die adelige Elite aus, sondern auch die durch den westlichen Einfluss „verdorbenen“ städtischen Schichten. In den Arbeiten russischer ethnographischer Sammler wurde Narodnost im Sinne von „Volkscharakter“ verwendet.
Bevor Narodnost Bestandteil der Staatsdoktrin von Nikolaus I. wurde, war sie ein zentraler Grundsatz russischer Schriftsteller des romantischen Nationalismus. Sie priesen die Einzigartigkeit des russischen autokratischen Systems, die friedlichen Tugenden seiner Einwohner und glaubten, dass Russland dem „verfallenden“ Westen überlegen und auserwählt sei für eine glorreiche Mission zur Rettung der Menschheit. Eine andere Auffassung von Narodnost vertraten die sog. dynastischen Nationalisten, welche die Nation mit dem autokratisch beherrschten Staat gleichsetzten.
Uwarow selbst glaubte, dass der Staat die „wahren“ nationalen Werte definieren, leiten und einer passiven Bevölkerung aufzwingen sollte. Sein Konzept der Narodnost schloss die schöpferische Tätigkeit des Volkes aus und machte es zum Synonym für die Loyalität gegenüber Thron und Altar.

## Öffentliche Rezeption
Während des gesamten 19. Jahrhunderts hatte das Konzept der offiziellen Nationalität einen starken Einfluss auf die konservativen Kreise der russischen Intelligenz. Die staatlich zensierte Presse nahm die neue Doktrin eifrig auf und wurde bis zum Ende der Regierungszeit von Nikolaus I. von ihr beherrscht. Faddei Wenediktowitsch Bulgarin und Nikolai Iwanowitsch Gretsch, beide bezahlte Agenten der russischen Geheimpolizei, gaben gemeinsam eine Reihe reaktionärer Periodika heraus, darunter die Zeitung „Nördliche Biene“ (russisch Северная пчела) und die Literaturzeitschrift Syn otetschestwa, die das exklusive Recht zur Veröffentlichung politischer Nachrichten hatte. Ihr Auftrag war, Regierungspropaganda zu verbreiten loyale Gefühle zu wecken und dem wahren Ziel zu folgen, d. h. der Hingabe an den Thron und die Reinheit der Moral, wie es Alexander von Benckendorff ausdrückte, der Leiter der Geheimpolizei.
Ihr Verständnis von narodnost war eine defensive Doktrin zur Verteidigung des status quo und der Rolle Russlands als Großmacht. Nach ihrem Verständnis hieß Russentum – selbst für Baltendeutsche und Polen – Loyalität gegenüber dem autokratischen Herrscher; die Nation setzten sie dem von der Dynastie beherrschten Staat gleich und sahen in ihm Quelle und Wahrzeichen der nationalen Kultur.
Stepan Schewyrjow (russisch Степан Петрович Шевырёв), Mitherausgeber der Zeitschrift Moskwitjanin, schrieb: „selbst wenn wir gewisse unvermeidliche Makel des Westens aufgenommen haben, so haben wir doch in uns selbst drei Grundgefühle in ihrer Reinheit bewahrt, die Keim und Garant unserer zukünftigen Entwicklung sind.“
Michail Pogodin beschwor die paternalistische, friedliche Natur der Autokratie, wie sie von Slawophilen gesehen wurde: „Das Geheimnis der russischen Geschichte, das Geheimnis, das kein westlicher Weiser zu begreifen vermag: Die russische Geschichte zeigt Russland immer als eine einzige Familie, in der der Herrscher Vater ist und die Untertanen seine Kinder. Der Vater behält die volle Autorität über die Kinder, während er ihnen volle Freiheit gewährt […] es kann keinen Verdacht, keinen Verrat geben; ihr Schicksal, ihr Glück, ihren Frieden teilen sie gemeinsam. Das ist wahr im Verhältnis zum Staat als Ganzem...“
Als die Moskauer Zeitschrift Teleskop 1836 den ersten „Philosophischen Brief“ von Pjotr Jakowlewitsch Tschaadajew veröffentlichte, löste das einen Skandal aus. Tschaadajew brachte darin seine Empörung über die Abkehr Russlands von der „universellen Erziehung des Menschengeschlechts“ zum Ausdruck, er kritisierte die geistige Stagnation und die intellektuelle Isolation ebenso wie die soziale Rückständigkeit und schlussfolgerte, dass Russland einen Neuanfang machen müsse. Bildungsminister Uwarow bezeichnete den Brief als „unverschämten Unsinn“ und setzte das Verbot der Zeitschrift durch. Tschaadajew selbst wurde auf Anordnung von Nikolaus I. für unzurechnungsfähig erklärt und stand ein Jahr lang unter medizinischer und polizeilicher Überwachung. Danach wurde er zwar für geheilt erklärt, erhielt aber die Anweisung, nichts mehr zu schreiben oder zu veröffentlichen.
Die Veröffentlichung entfachte eine Diskussion zwischen Westlern, die Tschaadajews Ansichten verteidigten, und Slawophilen, die ihn kritisierten.
Die Slawophilen, angeführt von Konstantin Sergejewitsch Aksakow, seinem Bruder Iwan Sergejewitsch Aksakow und Iwan Wassiljewitsch Kirejewski, lehnten westliche Konzepte wie Individualismus, Legalismus und Mehrheitsprinzip ab und vertraten stattdessen das Konzept der Sobornost (russisch собо́рность): In der allgemeinen Bedeutung eine geistige Gemeinschaft vieler gemeinsam lebender Menschen, bedeutet Sobornost in der slawophilen Philosophie, dass die Ganzheit der Gesellschaft nur möglich ist unter der Bedingung einer freien Unterordnung der einzelnen Personen unter absolute Werte und in ihrer freien schöpferischen Tätigkeit, die auf der Liebe zum Ganzen, der Liebe zur Kirche, der Liebe zu Nation und Staat beruht.
Das Volk würde dann den Zaren durch eine Art Ständeversammlung (Semski Sobor) beraten, ein System, von dem die Slawophilen glaubten, es sei in allen Dingen der wahre russische Weg. Die Westler hingegen sympathisierten mit den Werten der anderen Europäer und gingen davon aus, dass die russische Entwicklung zwar einen anderen Weg einschlagen, aber im Rahmen der liberalen Tradition erfolgen würde, die das Individuum über den Staat stellte. Beide Gruppen waren sich jedoch einig, dass Emanzipation, Rechtsreformen sowie Rede- und Pressefreiheit notwendig waren.
Nikolai Nadeschdin (russisch Николай Иванович Надеждин), der zunächst dem Schellingschen Begriff der Nationalität zuneigte, änderte seine Meinung im Zuge des Tschaadajew-Skandals radikal zugunsten der offiziellen Nationalität und schrieb: „Die Nationalität hatte immer in der Liebe zum Zaren und im Gehorsam bestanden, und sie sollte in der Zukunft zum Entsetzen Europas eine glänzende Lektion darüber erteilen, wie aus der heiligen Einheit der Autokratie eine beispielhafte und großartige nationale Aufklärung entstehen muss […]“.
Auch Nikolai Gogol vertrat in seinen späten Werken den mythischen Volksbegriff der Uwarowschen Triade, etwa in dem 1842 entstandenen Romanfragment „Rom“: das Volk […] ließ sich nicht von der kalten Idee des Unglaubens anstecken. Und schließlich – nicht einmal die Not und die Armut, das unvermeidliche Los eines Staates, der sich im Stillstand befindet, verleitete es zum finsteren Verbrechen. […] All dies bewies ihm [dem Helden], dass das Volk stark und unberührt war und dass offenbar irgendwelche neuen Aufgaben seiner harrten. Die europäische Aufklärung schien es mit Vorbedacht nicht berührt zu haben; sie zwang ihm ihre kalten Errungenschaften nicht auf. Die Oberherrschaft der Geistlichkeit, dieses seltsame Überbleibsel vergangener Zeiten, schien nur erhalten geblieben zu sein, damit das Volk vor fremdem Einfluss bewahrt werde, damit niemand von den ehrgeizigen Nachbarn sein Eigenleben antaste.
Fjodor Iwanowitsch Tjuttschew erhielt 1843 nach einem Treffen mit Alexander von Benckendorff, dem Leiter der Geheimpolizei, die volle Unterstützung des Kaisers für seine Initiativen, im Westen ein positives Bild von Russland zu schaffen. Nikolaus I. war begeistert von Tjuttschews „Brief an Herrn Dr. Kolb: Russland und Deutschland“, in dem er 1844 die westliche Kritik (z. B. „euer Lebensprinzip gibt dem Einzelnen nicht genug Freiheit“) zurückweist und polemisch fragt, ob das Russland daran gehindert habe, zu einem mächtigen Staat zu werden.

## Entstehung des russischen Nationalismus
Andreas Kappeler benennt für das Ende des 18. Jahrhunderts drei Varianten eines russischen Nationalbewusstseins: (1) ein Reichspatriotismus, der in der Mitte des 16. Jahrhunderts entstand und der die Komponenten Autokratie, Orthodoxie, russisches Land und einen Reichsgedanken verband; (2) ein religiöses Nationalgefühl, das sich gegen eine von Staat und Kirche ausgehende Überfremdung richtete, besonders gegen die von Peter dem Großen initiierte Verwestlichung; (3) ein säkularisiertes kulturell-sprachlich ausgerichtetes Nationalbewusstsein, das von der neu entstehenden Bildungselite in der zweiten Hälfte des 18. Jahrhunderts artikuliert wurde, die damit auf die Herausforderungen des fortgeschrittenen Westens und die kulturelle Überfremdung Russlands reagierte, indem sie in der russischen Sprache, der russischen Geschichte und dem russischen Volk nach der eigenen nationalen Identität suchte. In dieser dritten Form sieht Kappeler eine erste kulturell geprägte Phase des modernen Nationalismus.
Das 19. Jahrhundert gilt den Historikern […] als das Zeitalter des Nationalismus und der Nationalstaaten.
Die Nation war die abhängige, die Staatsgewalt aber die unabhängige Variable der historischen Entwicklung. Demnach wäre der Nationalstaat […] nicht das nahezu unvermeidlich Resultat einer massenhaften Bewußtseinsbildung und Identitätsformierung «von unten», sondern das Produkt einer konzentrierten Machtwillens «von oben».
Westeuropa beschritt im 19. Jahrhundert insofern einen Sonderweg, als nur hier der Einfluss der Kirche auf die innerer Politik der Nationalstaaten zu einem zentralen Konflikt der Epoche wurde. […] Nur in Russland bildeten Orthodoxe Kirche und Zarentum eine Symbiose, welche die Kirche der entstehenden liberalen Öffentlichkeit im Zarenreich entfremdete, der kaiserlichen Herrschaft letzten Endes aber auch keine Stütze bot.
Viele der typischen Merkmale des russischen Nationalismus entstanden in der Zeit der napoleonischen Kriege. Der russische Adel fühlte sich einerseits von Napoleon und andererseits von der Reformpolitik Alexanders I. bedroht. Der romantische Nationalismus orientierte sich am einfachen Volk, was in Russland bedeutete, an den Bauern, und idealisierte die angeblich dort zu findenden wahren Eigenschaften des russischen Volkes. Man glaubte, das orthodoxe Russland habe die göttliche Sendung, dem dekadenten Europa das Heil zu bringen, und identifizierte diesen Sonderweg mit dem autokratischen Regierungssystem. Urheber dieser Ideen waren Alexander Semjonowitsch Schischkow, Nikolai Michailowitsch Karamsin, Sergei Nikolajewitsch Glinka, Fjodor Wassiljewitsch Rostoptschin, Alexander Nikolajewitsch Golizyn und Alexander Skarlatovich Sturdza (russisch Александр Скарлатович Стурдза). Ihre Ideen entstanden im Zusammenhang mit den Diskussionen über die Französische Revolution, die Pläne Alexanders I. zur Umgestaltung von Staat und Gesellschaft, die Entwicklung der russischen Schriftsprache und Literatur, Russlands Politik gegenüber Napoleon, die Rolle des Volkes im Vaterländischen Krieg 1812 und die innen- und außenpolitischen Aspekte der Heiligen Allianz in den Jahren 1814–1825. Von diesen Diskussionen führt ein direkter Weg zu den Slawophilen, den Westlern und der offiziellen Nationalität. In seiner Anfangsphase bis etwa 1825 enthielt der russische Nationalismus sowohl reaktionäre als auch revolutionäre Elemente, die Verbindung von sozialkritischen und staatserhaltenden Ideen war eines seiner Charakteristika. Der Ursprung dieser Zweigleisigkeit liegt in den 30 Jahren nach 1789, als die russische Oberschicht versuchte, das Erbe des aufgeklärten Absolutismus mit dem romantischen Nationalismus und der Ablehnung der Französischen Revolution in Einklang zu bringen.
Der Kampf gegen Napoleon brachte einen patriotischen Schub im Vielvölkerstaat mit sich, der gattungsübergreifend von einer Aufwertung und Idealisierung alles „Russischen“ in Kunst und Kultur begleitet wurde. Die Durchsetzung der Uwarowschen Formel „Orthodoxie, Autokratie, Nationalität“ als Staatsideologie beförderte die Erforschung und Aufwertung der vorpetrinischen russischen Geschichte und das Sammeln und Ausstellen russischer Altertümer. Auf der Suche nach nationalen Traditionen erlangten Legenden und Märchen in ganz Europa wachsende Aufmerksamkeit. In Russland regten die Sammlungen russischer Volksmärchen von Alexander Nikolajewitsch Afanassjew, die zwischen 1855 und 1873 in Moskau in mehrbändigen Ausgaben publiziert wurden, aber auch die Kunstmärchen von Alexander Puschkin und mündliche Überlieferungen die Phantasie von Künstlern und Betrachtern gleichermaßen an.
In der Zeit Nikolaus’ I. (1825–1855) ist die Frage Russland und Europa zu einem Schlüsselthema russischer Debatten geworden, das sich als Problem in großer Schärfe stellte: Russland und Europa, Russland und der Westen – geht es dabei um Anpassung, Imitation oder um einen Sonderweg? Solche Fragen haben seit mehr als hundertfünfzig Jahren zu den ›ewigen‹, den ›verfluchten‹ Fragen russischer Selbstverständigung gehört. Als solche haben sie den Untergang des Zarenreiches wie auch den des Sowjetimperiums überdauert und reichen, wie man täglich sehen kann, in unsere Gegenwart hinein.